# Lista de membros da Royal Society eleitos em 1923
Esta página lista Membros da Royal Society eleitos em 1921.

## Fellows
- Edgar Douglas Adrian
- William Lawrence Balls
- Archibald Barr
- Cecil Henry Desch
- Edward Fawcett
- Frank Horton
- Robert Thomson Leiper
- John James Rickard Macleod
- Sir Guy Anstruther Knox Marshall
- Sir Douglas Mawson
- James William McBain
- William Hobson Mills
- John Stanley Plaskett
- Henry Richardson Procter
- William Wilson